# 冰敬
冰敬，中國貪污的一種，是清朝外官在夏季馈赠京官的银钱，蓋因地方官多在夏季時以替京官購冰消暑降溫為名而來。相對於炭敬，冰敬的等級較高，對象通常是军机大臣。